# Osnovna šola bratov Letonja Šmartno ob Paki
Osnovna šola bratov Letonja Šmartno ob Paki je ena izmed slovenskih osnovnih šol. Letošnje leto praznuje že 175 letnico šole. 

## Uspehi šole
- Polfinale na Malih Sivih Celicah (MSC).
- Šola se lahko pohvali tudi s tem, da je skupinski boter mladem Dawisu Shawi iz Zambije. Zanj se šolarji odrečejo kepici sladoleda in mu potem pošljejo zbrani denar. Dawis jih je tudi že obiskal.